# Roodbuiknachtzwaluw
De roodbuiknachtzwaluw (Lurocalis rufiventris) is een vogel uit de familie Caprimulgidae (nachtzwaluwen).

## Verspreiding en leefgebied
Deze soort komt voor van Venezuela tot Bolivia.